# Гослесопитомник (Волгоградская область)
Гослесопитомник — хутор в Новоаннинском районе Волгоградской области Россия|России, в составе Филоновского сельского поселения.
Население 57 человек (2010).

## География
Расположен в северо-западной части области, в лесной местности, в пределах Хопёрско-Бузулукской равнины, являющейся южным окончанием Окско-Донской низменности. Одна улица — Зелёная.

## Население
| 2010 |
| ---- |
| 57   |

Гендерный состав
По данным Всероссийской переписи населения 2010 года в гендерной структуре населения из 57 человек мужчин — 29, женщин — 28 (50,9 и 49,1 % соответственно).
Национальный состав
Согласно результатам переписи 2002 года, в национальной структуре населения
русские составляли % из общей численности населения в человека.

## Инфраструктура
Развитое лесное хозяйство.
Ведется газификация хутора. Внутрипоселковый газопровод включён в областную целевую программу «Газификация Волгоградской области на 2013—2017 годы».

## Транспорт
Выезд на автомобильную дорогу «Самойловка (Саратовская область) — Елань — Преображенская — Новоаннинский — Алексеевская — Кругловка — Шумилинская (Ростовская область)» (в границах территории Волгоградской области) (идентификационный номер 18 ОП РЗ 18К-6) (Постановление Администрации Волгоградской обл. от 24.05.2010 N 231-п (ред. от 26.02.2018) «Об утверждении Перечня автомобильных дорог общего пользования регионального или межмуниципального значения Волгоградской области»).
Лесные дороги.